# میل رادکان غربی
میل رادکان یا گنبد رادکان، در ۴ کیلومتری جنوب شرقی روستای رادکان و در ۴۲ کیلومتری جنوب کردکوی و ۵۴ کیلومتری جنوب غربی گرگان و ۱۱۷ کیلومتری برج گنبد قابوس در یک منطقه کوهستانی - جنگلی و بر فراز تپه با صفایی که دارای موقعیت خاص طبیعی و سوق الجیشی است در دامنه جنوبی سلسله جبال البرز و دره‌ها و تراس‌های حاشیه شمالی رودخانه نکا که از شرق به غرب جریان دارد قرار دارد.
این گنبد در امتداد گنبدهای لاجیم و رسکت در کنار شاهراه منتهی به شاهکوه، گردنه شمشیر بر، چشمه علی، جهان‌نما، بخش یانه سر، بر فراز تپه‌ای که از دور نمایان است، به منظور راهنمایی رهگذران و مسافران ساخته شده‌است. بعدها از این بنا به‌عنوان آرامگاه بانی آن استفاده کرده‌اند. این گنبد مدفن یکی از اسپهبدان آل باوند طبرستان به نام ابوجعفر محمد بن وَندَرینِ باوند است.
بر کتیبه‌ای که در زیر گنبد دیده می‌شود، ساخت آن در ۴۰۷ هجری قمری در زمان فرمانروایی اسپهبد ابوجعفر آغاز و در ۴۱۱ هجری قمری بدست احمدبن عمر به پایان رسید. این بنا از دو قسمت گنبد و بدنه تشکیل شده‌است. گنبد آن به صورت ترک (مخروطی شکل) و دو پوشه است، که بیش از ۳۵ متر ارتفاع دارد. بدنه بسیار ساده و دارای آجر چینی معمولی و دارای تزئینات آجرکاری و گچ بری است. به منظور استحکام بخشی بیشتر حد فاصل بندهای آجرها با فشار انگشت دست به داخل فشرده شده‌است که قابل توجه می‌باشد.
در فواصل معین سوراخ‌هایی به چشم می‌خورد که جای داربست بوده که در هنگام احداث بنا تعبیه شده‌است. ورودی هلالی شکل آن در ضلع جنوبی گنبد قرار دارد. زیباترین قسمت بنا در بخش فوقانی آن قرار دارد، که عبارت از دو ردیف قطار بندی و دو کتیبه کوفی و پهلوی است که در میان تزئینات آجرکاری و گچ بری است که نام بانی و تاریخ ساخت بر آن نوشته شده‌است. طرح داخلی گنبد رادکان مدور و دارای نمایی ساده و اندود گچ و آهک است. در تمام بدنه بنا آجر و ملات گچ و آهک بکار رفته‌است.

## نگارخانه

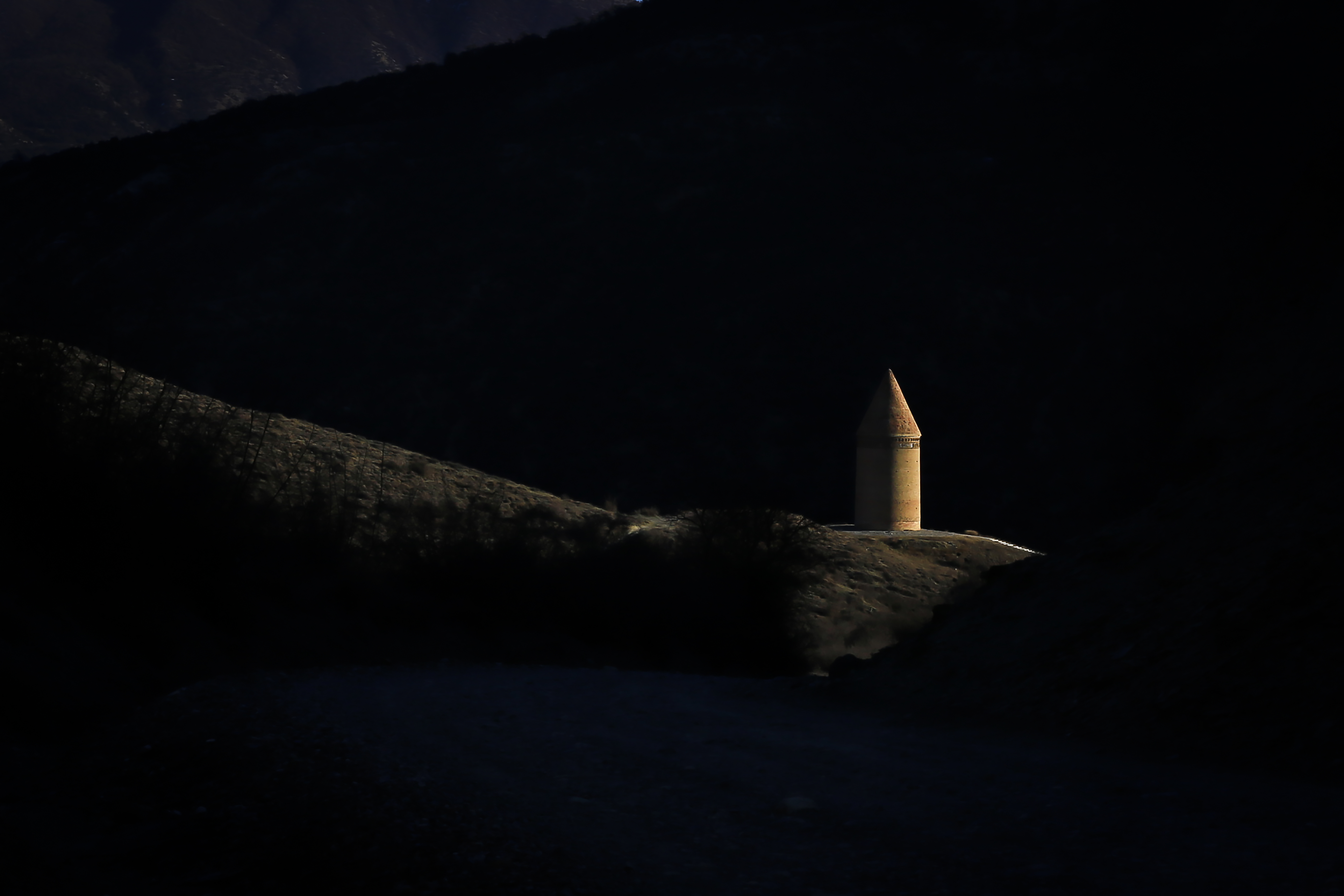